# Ловчанска духовна околия
Ловчанска духовна околия е околия и ариерейско наместничество с център град Ловеч е част от Ловчанската епархия на Българската православна църква.

## Храмове
- с. Абланица – „Св. Вмчк. Димитър“ – 08.11.1899 г. – архимандрит Викентий (Йорданов Митев).
- с. Александрово – „Св. Вмчк. Димитър“ – 08.11.1883 г. – свещ. Валентин Христанов Хитов, моб. тел. 0896 636 955.
- с. Асеновци – „Св. св. апостоли Петър и Павел“ – 30.12.1875 г. – Недялко Георгиев Недялков.
- с. Баховица – „Св. Марина“ – 17. 10. 1971 г. – ик. Кънчо Бориславов Кабадийски.
- с. Брестово – „Св. Вмчк Георги“ – 26. 04. 1945 г. – прот. Любомир Иванов Казашки.
- с. Българене – „Св. Успение Богородично“, разрушен между 1955 и 1960 г. от местната власт – Архимандрит Викентий (Йорданов Митев).
- с. Владиня – „Св. Николай Мирликийски“ – 09. 05. 1884 г. – прот. Вениамин (Венцислав) Димитров Петров.
- кв. „Гозница“ и селата: Скобелево, Продимчец и Изворче – „Св. Йоан Рилски“ – септември 1948 г. – Христо Йотов Христов.
- с. Голец – „Св. Архангел Михаил“ – 21.10.1943 г. – архимандрит Викентий (Йорданов Митев).
- с. Горан – „Възнесение Господне“ – 1938 г. – свещ. Христо Йотов Христов.
- с. Горно Павликени – „Св. Архангел Михаил“ – 21.11.1885 г. – ик. Кънчо Бориславов Кабадийски.
- с. Гостиня – Няма храм – прот. Любомир Иванов Казашки.
- с. Деветаки – „Св. Пророк Илия“ – 11. 05.1886 г. – прот. Вениамин (Венцислав) Димитров Павлов.
- с. Дойренци – „Св. Вмчк Димитър“ – 08. 11. 1907 г. – свещ. Валентин Христанов Хитов.
- с. Драгана – „Св. Архангел Михаил“ – свещ. Христо Йотов Христов.
- с. Дренов – „Св. Архангел Михаил“ – 21. 05. 1882 г. – прот. Вениамин (Венцислав) Димитров Павлов.
- с. Йоглав – няма храм – Обслужва се от свещениците от Катедралния храм в Ловеч.
- с. Казачево – „Св. св. Кирил и Методий“ – 25. 05.1932 г. – ик. Кънчо Бориславов Кабадийски.
- с. Каленик и с. Орляне – „Св. Йоан Рилски“ – 1981 г. – свещ. Христо Йотов Христов – моб. тел. 0887 645 669.
- с. Катунец – „Св. Архангел Михаил“ – 21. 05. 1882 г. – прот. Вениамин (Венцислав) Димитров Павлов.
- с. Крушуна – „Св. Архангел Михаил“ – 21.11.1890 г. – свещ. Валентин Христанов Хитов.
- с. Къкрина – „Успение Богородично“ – 06. 11. 1884 г. – прот. Любомир Иванов Казашки.
- с. Кърпачево – няма храм – прот. Веселин Лападатов Йонов.
- гр. Летница – „Св. Вмчк. Теодор Тирон“ – 1838 г. – прот. Веселин Лападатов Йонов – моб. тел. 0878 133 300.
- с. Лисец – „Света Троица“ – 8. 11. 1936 г. – ик. Кънчо Бориславов Кабадийски.
- гр. Ловеч, кв. „Вароша“ – „Св. Неделя“ – 13. 03. 1834 г. – Архимандрит Викентий (Йорданов Митев).
- гр. Ловеч, кв. „Вароша“ – „Успение Богородично“ – 25. 02. 1834 г. – Прот. Иван (Ищван) Наги Шишков 089 560 5723.
- гр. Ловеч – Катедрален „Св. Троица“ – 1868 г. – ик. Кънчо Бориславов Кабадийски 0887859925.
- гр. Ловеч – Катедрален „Св. Троица“ – 1868 г. – прот. Любомир Иванов Казашки 0888 71 82 79.
- гр. Ловеч – Катедрален „Св. Троица“ – 1868 г. – прот. Вениамин (Венцислав) Димитров Павлов 0878244952.
- с. Малиново – „Св. Вмчк. Димитър“ – 06. 06. 1882 г. – прот. Любомир Иванов Казашки.
- с. Микре – „Всех святих“ – 1918 г. – архимандрит Викентий (Йорданов Митев) 0888127381.
- с. Пресяка – „Св. Пророк Илия“ – 08. 01. 1942 г. – свещ. Петър Цанков Илев.
- с. Радювене – „Св. Параскева“ – 14. 10. 1889 г. – ик. Кънчо Бориславов Кабадийски.
- с. Славяново – „Св. Йоан Рилски“ – 01. 11. 1935 г. – прот. Вениамин (Венцислав) Димитров Павлов.
- с. Слатина – „Св. Параскева“ – 27. 10. 1889 г. – прот. Вениамин (Венцеслав) Димитров Павлов.
- с. Сливек – „Св. св. Кирил и Методий“ (в Учебния център на НСИ) – 20. 12. 1996 г. – прот. Любомир Иванов Казашки.
- с. Смочан – „Възнесение Господне“ – 06. 08. 1894 г. – свещ. Петър Цанков Илев.
- с. Соколово – строи се храм „Св. Вмчк Георги“ – прот. Вениамин (Венцислав) Димитров Павлов.
- с. Сопот – „Св. Николай Мирликийски“ – 30. 04. 1930 г. – прот. Вениамин (Венцислав) Димитров Павлов.
- с. Стефаново – „Рождество Богородично“ – 21. 09. 1836 г. – прот. Любомир Иванов Казашки.

гр. Угърчин – „Св. Параскева“ – 22. 03. 1938 г. – прот. Иван (Ищван) Наги Шишков.
- с. Хлевене – „Св. Вмчк. Димитър“ – 04. 05. 2008 г. – прот. Любомир Иванов Казашки.
- с. Чавдарци – няма храм – свещ. Недялко Георгиев Недялков.